# Ste-Eulalie (Bourigeole)

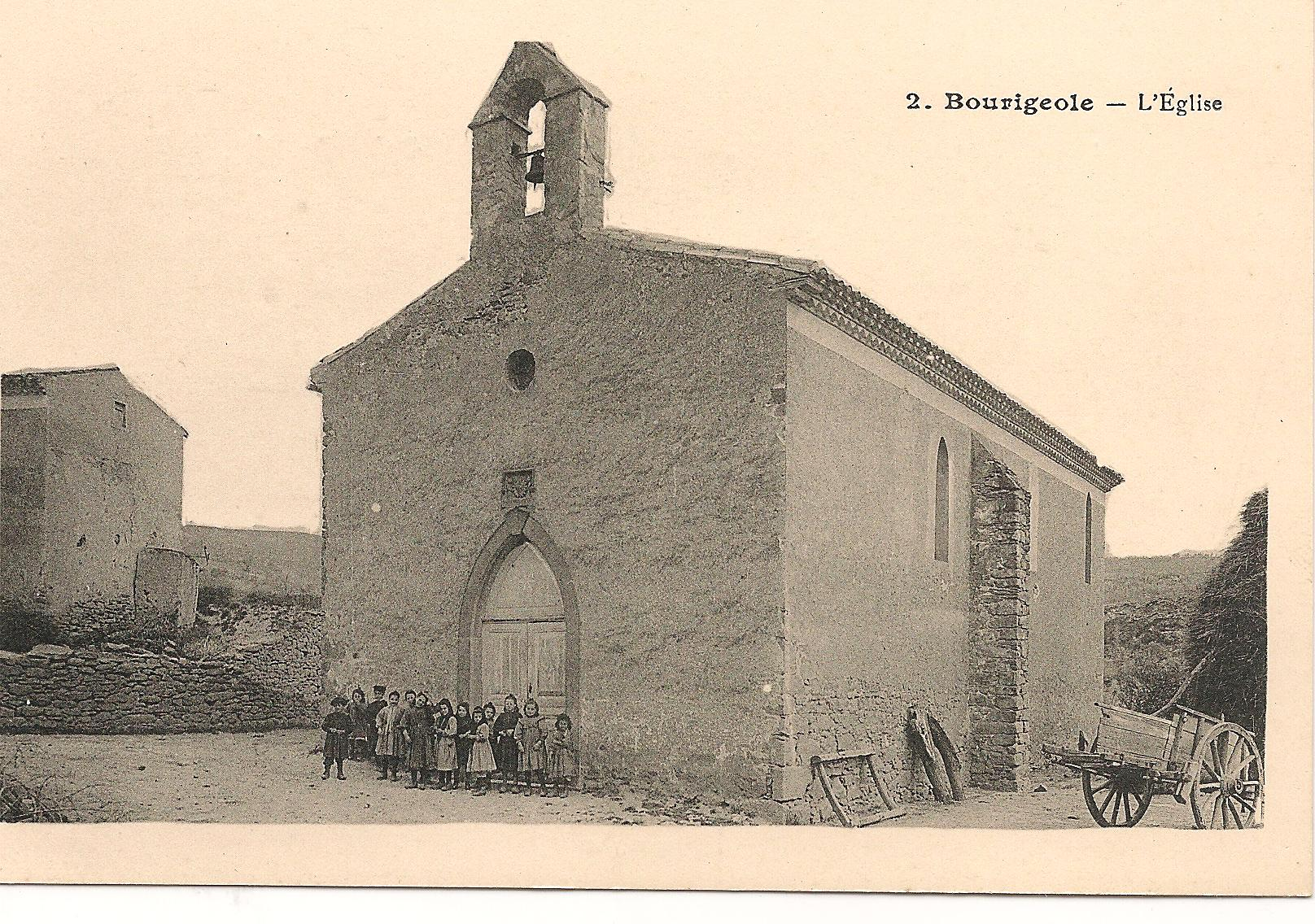
Neue Kirche Ste-Eulalie

Ste Eulalie (auch: Ancienne église; deutsch Alte Kirche) ist die Ruine einer Kirche in Bourigeole im Département Aude in Frankreich. Die Kirchenruine ist als Einzelobjekt im Friedhofsgelände des Ortes seit 1948 als Monument historique eingestuft.

## Geschichte
Die der heiligen Eulalia von Mérida geweihte Kirche wurde im 15. Jahrhundert im Stil der Gotik errichtet. Das einschiffige Langhaus wird vom dreiseitig geschlossenen Chor durch einen halbrunden Bogen getrennt. Im Westen erhebt sich über der Fassade ein Glockengiebel. Die Kirche befindet sich östlich des Ortskerns inmitten von Feldern am Friedhof des Ortes.
Um 1870 wurde der Bau einer neuen Kirche im Ort beschlossen und das Eulalia-Patrozinium dorthin übertragen. 1877 wurde beschlossen, die alte Kirche zu verkaufen und das Inventar in den Neubau zu übernehmen. In der neuen Kirche wurden Spolien das aufgegebenen Gotteshauses verbaut, darunter ein Stein, der sich oberhalb des Portals befunden hatte. Er zeigt in der Mitte eine Sonne mit sechzehn Punkten sowie die reliefartige Gravur + IHS A. 1882 wurde der Verkauf der alten Kirche am Friedhof aufgegeben, da der Dachstuhl durch Wurmbefall ruiniert war. Die Kirche ist seitdem zur Ruine verfallen.

## Ausstattung
Von der aus der alten Kirche übernommenen Ausstattung ist als Monument historique eingestuft:
- Achtarmiger Kronleuchter, Holz, vergoldet, 1. Quartal des 19. Jahrhunderts[4]